# Diaporesis
Diaporesis är ett släkte av skalbaggar. Diaporesis ingår i familjen vivlar.
Kladogram enligt Catalogue of Life:
| Diaporesis | \| \| Diaporesis cingillum \| \| \| \| \| \| Diaporesis distincta \| \| \| \| \| \| Diaporesis dufaui \| \| \| \| |
|            | \| \| Diaporesis cingillum \| \| \| \| \| \| Diaporesis distincta \| \| \| \| \| \| Diaporesis dufaui \| \| \| \| |
|            | Diaporesis cingillum                                                                                              |
|            | |
|            | Diaporesis distincta                                                                                              |
|            | |
|            | Diaporesis dufaui                                                                                                 |
|            | |